# بربيت أنشياتا
بربيت أنشياتا (الاسم العلمي: Stactolaema anchietae) (بالإنجليزية: Anchieta's barbet)‏ هو نوع من الطيور يتبع جنس بربيت نازل الحنجرة من الفصيلة البربيتية.